# アメリカ合衆国対スワーツ事件
アメリカ合衆国対スワーツ事件（アメリカがっしゅうこくたいスワーツじけん、United States of America v. Aaron Swartz）、945 F. Supp. 2d 216 (D. Mass. 2013) において、アーロン・スワーツは、アメリカのコンピュータプログラマ、作家、政治活動家、インターネット活動家であり、1986年のコンピュータ犯罪取締法（CFAA）に複数回違反したとして起訴された。ハーバード大学の研究員としてアカウントを所有していた情報源（JSTOR）から、MITのコンピュータネットワークを通じて学術雑誌記事をダウンロードしたことが発端である。2012年9月、連邦検察官は彼に対して通信詐欺罪2件およびCFAA違反11件で起訴した。これらの罪は、罰金総額100万ドルおよび最大35年の懲役、資産没収、損害賠償、プロベーションを科される可能性があった。裁判と収監の可能性に直面し、スワーツは2013年1月に自殺し、本件は却下された

## 背景
JSTORは、学術雑誌記事、原稿、GISシステム、植物標本などを保存し、オンラインで配信するデジタルリポジトリである。スワーツはハーバード大学の研究員であり、JSTORのアカウントを与えられていた。MITのオープンキャンパスを訪れる者は、同校のネットワークを通じてJSTORへアクセスすることが許可されていた。
州および連邦当局によると、スワーツは2010年末から2011年初頭にかけて数週間の間に、MITのコンピュータネットワークを通じてJSTORから大量の学術雑誌記事をダウンロードしたとされる。当局によれば、彼はアクセスが制限されている配線クローゼット内のネットワークスイッチに接続されたノートパソコンに記事を保存していた。報道によると、そのクローゼットの扉は施錠されていなかった。
スワーツが急速なダウンロードのために用いたスクリプト「keepgrabbing.py」の完全な分析と再構築は、歴史家カカミーユ・アクムットによって2019年から2020年にかけて発表された一連の論文において公開された。

## 逮捕、起訴、および告発
2011年1月6日、アーロン・スワーツはハーバード大学のキャンパス付近で、2人のMIT警察職員およびアメリカ合衆国シークレットサービスの捜査官によって逮捕された。スワーツはケンブリッジ地区裁判所において、重罪を犯す意図をもって住居に侵入したという州法上の2件の罪で訴追された。スワーツが使用した扉は施錠されていなかった。マサチューセッツ州を含む多くの法域において、「侵入」とは、施錠されていないドアを開けることも含め、障害物を取り除くために物理的な力を行使することを意味する。
2011年7月11日、スワーツは連邦地方裁判所において、重罪4件――すなわち通信詐欺罪、コンピュータ詐欺、保護されたコンピュータからの不正な情報取得、および保護されたコンピュータへの故意の損害――で起訴された。
2011年11月17日、スワーツはミドルセックス郡上級裁判所の大陪審によって、重罪を犯す意図での住居侵入、窃盗、ならびにコンピュータネットワークへの不正アクセスの州法違反で起訴された。
2011年12月16日、地方検事局はスワーツが2011年1月6日に初めて逮捕された際に発生した事件において、起訴猶予処分宣言を提出した。2011年11月17日の起訴に基づくスワーツに対する州の告発は、2012年3月8日に取り下げられた。この州の告発は、スワーツがデータを返還するという合意が成立したことにより取り下げられた。しかし、スワーツ事件に関してMIT学長に提出された報告書は、マサチューセッツ州法により、マサチューセッツ州の訴訟における証拠開示手続中に、スワーツの弁護士が要求した証拠をボストンの連邦検事局およびシークレットサービスが速やかに引き渡さなかったため、ミドルセックス地方検事が告発を取り下げる義務があったことを示唆している
『Massachusetts Lawyers' Weekly』誌において、ハーヴェイ・シルバーグレートは、元の事件に詳しい弁護士たちが、訴訟が「事実認定なしの継続（continuance without a finding）の後に取り下げられると予想していた」と報じた。「この告発は、いかなる評決も下されることなく、数か月から長くて数年にわたって保留されることになっていた」。シルバーグレイトはこの『Massachusetts Lawyers' Weekly』の記事の発表後に、CNETのデクラン・マカラーに対し、被告がその後新たな法的トラブルを避けることができた場合、事件は通常、却下されると説明した。「悲劇が介入した」とシルバーグレイトは記し、「合衆国検事カルメン・オルティスの事務所が見せしめのために事件を引き継いだ」と述べた。
『ザ・ヴァージ』の記者ジェフ・ブラグドンおよび『ハフポスト』によれば、スワーツの逮捕以降、この事件の訴追を主導していたのは地元の検察ではなく、連邦の検察であった。両者ともスワーツの弁護団が司法省に宛てた書簡を引用している。
スワーツ氏の［連邦］事件の主任検察官であるスティーブン・ヘイマン連邦検事補およびシークレットサービスのピケット捜査官は、2011年1月6日の逮捕時からスワーツ氏に対する捜査を指揮・統制していた。ヘイマンの事件関与は、捜査の極めて初期段階から始まっていた。

## 連邦による起訴
2011年4月13日、捜査の一環として、連邦当局はスワーツの元パートナーで『WIRED』誌のジャーナリストであるクイン・ノートンを尋問した。彼女は本件における自身の経験を詳細に記した記事「Life Inside the Aaron Swartz Investigation（アーロン・スワーツ捜査の内幕）」を執筆した。
私は……アーロンのブログに2年前に公開された投稿について言及した。それは他のブログにもかなり広く取り上げられていた。私がこれまで書いたものすべてを読んだと言っていた彼らが、FBIファイルに記録されていたターゲット本人のブログや、「オープンアクセス」に対する彼の考えを一度も見たことがないとは思えなかった。だが彼らは見ていなかった。
ここで私は非常に愚かであった。私は彼らに『ゲリラオープンアクセス宣言』のことを話してしまった。そしてそのことで、アーロンが後に私に説明した通り（そして記者たちも確認した通り）、私はすべてを悪化させてしまった。
2011年7月19日、7月11日付の連邦起訴状が公開され、スワーツは詐欺に関する2件の罪および保護されたコンピュータへの不正アクセスと損壊に関する2件の罪で起訴された。起訴状によれば、スワーツはMITのコンピュータネットワークに密かにラップトップを接続し、「keepgrabbing.py」と名付けられたスクリプトを実行して、JSTORから「異常な量の記事を高速でダウンロード」したとされている。検察側は、スワーツがそれらの論文をP2Pファイル共有サイトで公開する意図を持っていたと主張した。
スワーツは当局に出頭し、すべての容疑に対して無罪を主張したうえで、10万ドルの無担保保釈金で釈放された。逮捕後、JSTORは声明を発表し、スワーツによるアクセスは「重大な悪用」であり「無許可」であったとしながらも、民事訴訟は起こさないと述べた。MITはこの件についてコメントしなかった。
『ニューヨーク・タイムズ』はこの事件について、「ハーバード大学の尊敬される研究者であり、インターネットのフォークヒーローでもある人物が、無料で入手可能な論文をダウンロードしたという容疑に基づき、ボストンでコンピュータ・ハッキングに関連する罪で逮捕された」と報じた。『The Awl』も同様に、「スワーツは著作権侵害ではなく、ハッカー犯罪で起訴されている。なぜなら彼は文書を実際に配布しておらず、JSTORも起訴を望んでいなかったからだ」と述べている。
アメリカ合衆国連邦検事補スティーブン・ヘイマンとスコット・ガーランドが主任検察官を務め、アメリカ合衆国連邦検事カルメン・オルティスの監督下で捜査を行った。本件は1986年に制定されたコンピュータ犯罪取締法（CFAA）に基づいて起訴された。この法律は、情報の窃取やコンピュータ機能の破壊・妨害を目的として不正にアクセスするハッカーに対する政府の訴追能力を強化するために制定されたものである。「もしこれらの罪で有罪となれば、スワーツは最長35年の懲役刑に加え、3年間の保護観察、損害賠償、財産没収、最大100万ドルの罰金が科される可能性がある」とオルティスは述べた。
2012年9月12日、検察は新たに9件の重罪を追加する補足起訴状を提出した。ジョージ・ワシントン大学ロースクール教授オリン・カーは、法律ブログ「Volokh Conspiracy」において、スワーツのケースで最高刑が適用されるリスクは高くないとの見解を示した。ボストンのWBURでのインタビューにおいて、退任した連邦判事ナンシー・ガートナーは、本件のようなケースで35年の刑が下されることは「決してない」と述べ、起訴そのものの正当性に疑問を呈した。オルティスのオフィスによる判断について彼女は、「これは私があまりにも頻繁に目にした誤った判断の典型である」と述べ、告訴を取り下げる条件付きで2年間の更生プログラムを課す方が妥当であったと示唆した。

### 司法取引交渉
スワーツの弁護士であるエリオット・R・ピーターズは、検察側が一時、13件の罪状を認めることと引き換えに懲役4か月の司法取引を提示し、もしスワーツがこれを拒否した場合、今後の取引条件はさらに悪くなると警告していたと述べた。またスワーツの死の2日前には、「裁判を回避したいなら、スワーツは13件の罪状を認めて懲役6か月に服さなければならない」とされた。この6か月の取引条件では、スワーツが13件の罪状を認めた後、検察は6か月の刑を求め、一方スワーツ側はより軽い刑を主張することができ、裁判官は最長6か月の範囲内で適切と考える判決を自由に下すことができた。
ピーターズは後に米司法省の職務責任局に苦情を申し立てた。彼は、スワーツが有罪を認めなければ、ヘイマンが「スワーツに懲役7年を求刑する」と脅迫したと主張した。この量刑の差は、ピーターズによれば連邦量刑ガイドラインの司法取引における責任受諾部分が想定する差を「はるかに超えている」という。
スワーツの当初の弁護士であるアンディ・グッドは『ボストン・グローブ』に対し、「私はヘイマンに、あの子は自殺のリスクがあると伝えた。彼の反応はその事務所では標準的なもので、スティーブに特有のものではなかった。彼は『分かった、では拘留する』と言った。私は彼らがアーロンを自殺に追いやったと言っているのではない。アーロンは結局自ら命を絶ったかもしれない。しかし、彼らはそのリスクを認識していながら無頓着だったと言っている」と述べた。
その後、グッドから事件を引き継いだマーティ・ワインバーグは、スワーツが刑に服さない形での司法取引をほぼ成立させかけたと述べた。「JSTORは承認した」と彼は語り、「だがMITが承認しなかった」とした。
スワーツの死の2日前、2013年1月9日、JSTORは「450万本以上の記事」を一般公開すると発表した。過去10か月間ベータ版として提供されていた「Register & Read」サービスは、2週間に3本（年間78本）までオンラインで閲覧可能であり、一部は有料でダウンロード可能であった。
スワーツの死後、オルティスの事務所はスワーツに対する訴追を取り下げた。彼女は「この事務所の行動は、本件を提起し、処理する上で適切なものであった。この事務所は、被疑行為に見合った適切な刑を求めた。その刑は、低セキュリティ施設での6か月の収監というものであり、我々が裁判官に推奨する予定であったものである。この事務所が、法律上の最大刑を求めようとした、あるいはスワーツ氏の弁護士にその意図を伝えたことは一度もなかった」と述べた。
2013年1月12日、アレックス・ステイモスが、スワーツの弁護団に雇われたコンピュータ・フォレンジック調査員として、JSTOR事件においてスワーツが裁判に臨んでいれば証言する予定であった専門家証言の概要をオンラインで公開した。彼は次のように記した。
予定通り証言台に立ち、検察官からアーロンの行為は「間違っていた」のかと尋ねられたならば、私はおそらく「アーロンの行動は『配慮に欠けていた』と表現するのがより適切である」と答えたであろう。それはちょうど、歴史学入門のレポートに必要な図書をすべて図書館から借りるのが配慮に欠けているのと同様である。共有Wi-Fiで大量のファイルをダウンロードするのも、配慮に欠ける行為である…

### 連邦検察官の論拠と反応
連邦検事オルティスは2011年の起訴後、「コンピュータのコマンドを使おうがバールを使おうが、盗みは盗みである。文書であろうと、データであろうと、金であろうと、盗まれた側にとっての害は等しい。そして、それを販売しようが、無償で配布しようが、それは同じく害である」と主張した。

#### 検察について
2013年1月24日に行われたアーロン・スワーツの追悼式において、カール・マラムードはPACERに関する彼らの活動を振り返った。彼は、PACERのペイウォールの背後から数百万件のアメリカ合衆国地方裁判所の記録を引き出し、それらに多数のプライバシー侵害が含まれていたことを明らかにしたと述べた。
我々はその結果を31の地方裁判所の主任判事に送った……彼らはその文書を修正し、それを提出した弁護士たちを叱責した……司法会議はプライバシー規則を変更した。
……アメリカ合衆国裁判所行政局を運営していた官僚たちにとって、我々は泥棒だった……

だから彼らはFBIを呼んだ……［FBIは］何も問題を見つけなかった……
「アメリカ司法省の検察官および法執行官たちの過度に攻撃的な姿勢は、PACER事件で──少なくとも彼らの見解では──我々が何かをうまくやり遂げてしまったことで彼らが恥をかいたことへの報復なのだろうか。容赦ないJSTOR起訴は、ニューヨーク・タイムズ紙で間抜けに見え、合衆国上院に呼び出されたことで恥をかいた官僚たちによる復讐なのだろうか。」
元ニクソン政権のホワイトハウス法律顧問であるジョン・ディーンは、法務ブログ「justia.com」に「ニクソン的伝統でアーロン・スワーツに対処する：過剰起訴が悲劇を招いた」と題した記事を執筆し、「これは我々の連邦法を誠実かつ公正に執行する人々ではない。むしろ、アーロン・スワーツのような不運な人間を容赦なく痛めつけることで快楽を得る典型的な権威主義的人格者たちである」と述べた。
ジョージ・ワシントン大学の法学教授オリン・カーは2013年1月15日に、「今回起訴された内容は、優秀な連邦検察官であれば誰もが起訴したであろうものだ」と述べた。これに対し、デューク大学ロースクールの法学教授ジェームズ・ボイルは『ハフィントン・ポスト』にて、「［カー］による事実や起訴裁量に関する問題の記述において、彼はスワーツをより好意的に見せうる事実を軽視あるいは無視する傾向があると思う」と反論した。
『ザ・ニューヨーカー』に掲載されたラリッサ・マクファークハーによる記事に対し、引退したジャーナリストのジェーン・ショルツは、「スワーツを、JSTORアーカイブをハッキングした後に政府の起訴に立ち向かった英雄として仕立て上げようとする試み」と見なされる内容に異議を唱えた。彼女は「スワーツは専有情報管理システムを保護する法律に精通していたようであり、それゆえ彼の犯した犯罪に対して検察の対応が厳しかったことに驚くべきではなかった。これは犯罪であり、被害者のいない犯罪ではない。私は引退したジャーナリストであり、現役時代は著作権付きコンテンツに対する支払いによって給料を得ており、現在の年金もその上に成り立っている。近年、ジャーナリズムを支えるビジネスが衰退する中で、数千人のジャーナリストが給与、福利厚生、最終的には職を失ってきた。[…] スワーツが自身の著作権付きプログラムをコンデナストに売却して数百万ドルを得ていたというのは皮肉である。スワーツの物語は悲劇ではあるが、英雄的ではない」と述べた。これに対して法学教授のマイク・マディソンはショルツの手紙について、「『自分のキャリアがかつてのように成功していない』という感情と『誰かが犯罪を犯した』という事実とを安易に結びつける現代の知的財産権に関する議論の悪しき例としか言いようがない」とコメントした。
デヴィッド・アーロノヴィッチは『タイムズ』において、JSTOR自体が「慈善の産物」であるが、出版物の権利のために学術出版社に支払う必要があるため、アクセス料金を課していると述べた。彼は、著作権の重要性を未だに納得できない世代の無謀な行動を非難した。
一方、『The Chronicle of Higher Education』においてピーター・ラドローは、学術界における出版せよ、さもなくば滅びよの性質とジャーナルの評判の重要性ゆえに、「学者が学術出版社に著作権を譲渡することは、『付従契約（contract of adhesion）』に等しく、つまり一方にすべての権力があり、自由な交渉によって締結された契約ではない」と論じた。また彼は、「元の著者と同様に、JSTORも弱い立場からライセンス契約を交渉せざるを得なかった」と述べ、その例としてJSTORの過去の交渉を挙げた。その契約では、出版社が「古い資料の権利の（わずかな）販売に損失が出た場合には補償を受ける」ことが定められ、JSTORが自らの費用を回収する前であっても補償を要求されたという。ラドローは「学者たちが自ら行動を起こし、新しい出版形態を利用し始めるまでは、アーロン・スワーツのような市民的不服従は正当であると認めなければならない」と結論付けた。
『インサイド・ハイアー・エド』において、「とても小さなジャーナルの副編集者」であると自己紹介するロブ・ウィアーは、「なぜ他人の労力を集約しただけの者に金が入るのか、特に多くの記事が何らかの形で納税者の資金で賄われている場合に疑問を抱くのはもっともである。しかし、スワーツの手法を擁護することは、自警行為を法と理性の上に置くことになる」と述べた。彼は「JSTORが大学図書館に対して法外な料金を課していること」は認めつつも、「控えめなジャーナルでも制作には多くの費用がかかる」こと、そして「誰かに自分のジャーナルを読んでほしいなら、JSTORや他の集約サービスに提供すべきである。もちろん、無料広告を大量に打てるのであれば話は別である」とも論じた。彼は、「情報は自由になりたがっている」という格言は「自由の文化の中に潜む隠れたコスト」を考慮しておらず、「TANSTAAFL」という表現こそが情報時代における制作コストの本質を的確に要約していると提案し、それを「刑に服したくなければ、罪を犯すな」という形に言い換え、「ハッカーや情報の窃盗者」に当てはめている。
ティム・ウーは『ザ・ニューヨーカー』において、比例性の欠如を指摘し、「その行為は無害だった——つまり、実際の物理的被害も経済的損害もなかった。漏洩は発見されて封じられ、JSTORは実際には何らの経済的損失も被っていない。告訴もしなかった。スワーツの行為は、被害者にとっては顔にパイを投げつけられたようなもので迷惑だったが、永続的な結果はもたらさなかった」と述べた。ウーはさらに、スワーツの行為をスティーブ・ジョブズとスティーブ・ウォズニアックの行為と比較した。ウーによれば、「1970年代、彼らはスワーツの行為よりも経済的に悪質な犯罪を犯した。AT&Tの電話システムをハックして長距離電話を無料でかけ、不正な機器（ブルーボックス）を売って金を稼いでいた。彼らのメンターであるジョン・T・ドレーパーは数か月間刑務所に入った（その間に世界初期のワードプロセッサの一つを開発した）が、ジョブズとウォズニアックは起訴されなかった。彼らはフリーキングに飽きて、コンピュータを作り始めた。偉大な者たちはほとんど常にギリギリのところで活動している」と述べ、さらに「社会が異端者や逸脱した天才たちをどう扱うかによって、その社会を正当に評価できる——その観点からすれば、我々は（スワーツの件で）完全に失敗した」と論じている。

#### 法律について
ボイルの『ハフィントン・ポスト』のコラムの後、オリン・カーはスワーツが起訴されたコンピュータ詐欺および不正使用防止法（CFAA）の改正を提唱し、再びこの問題に言及した。「スワーツの事件が提起した問題は……この法律における重罪の成立要件があまりにも緩いということである。法律は軽微な犯罪とより重大な犯罪を区別する必要があるが、現行法はその点において不十分である」。
アメリカ自由人権協会のテクノロジー政策アナリストであるクリストファー・ソゴイアンも同様の主張を行った。「現行法は、営利目的の悪意あるコンピュータ犯罪と、自らの技術力を示したり、公共に開示されるべきと信じる情報を拡散したりする目的でシステムに侵入する行為との区別を認識していない」。Stanford Center for Internet and Societyの市民的自由担当ディレクターであるジェニファー・グラニックは、スワーツを擁護し、彼が起訴された法律の適用範囲に異議を唱えた。
法学者スティーヴン・L・カーターもスワーツの起訴はばかげていると認めており、その責任の一端は連邦重罪をほぼ毎週のように新設するアメリカ議会にあると述べている。カーターはCFAAがその典型であると考えている。彼は次のように記している。「この法律はインターネットが普及する以前の1980年代に制定されたものであり、『許可なく意図的にコンピュータにアクセスする者、あるいは許可されたアクセスを超えて行動する者』を犯罪者とし、その過程で財務情報、政府情報、または『保護されたコンピュータからの情報』を取得した場合に処罰の対象とする」。カーターは次のような例を挙げている。「あなたがオフィスで仕事をしているとき、突然、Visaの請求書を支払うのを忘れていたことを思い出す。そこで、少しの時間を使って銀行のアカウントにログインし、請求書を支払う。その後、再び仕事に戻る。もし雇用主が職場のコンピュータを私的に使用することを禁止している場合、あなたは許可されたアクセスを超えて行動したことになる。銀行のウェブサイトにアクセスしたため、財務情報を取得したことになる。信じがたいかもしれないが、これであなたは重罪人である。起訴される可能性は低いかもしれないが、あなたは確かに犯罪を犯したことになる」。カーターはさらに、この法律の問題点はよく知られており、「いくつかの連邦裁判所はこの法律の文言を狭く解釈しているが、他の裁判所は広く解釈しており、オバマ政権はその範囲を限定する議会での取り組みに反対してきた」と述べている。第九巡回区控訴裁判所の主席判事であるアレックス・コジンスキーは2012年春の判決で、政府の立場について「それでは、自分が連邦犯罪を犯しているとはほとんど思ってもいない多くの人々が犯罪者になってしまう」と警告した。

## 自殺
2013年1月11日、初逮捕から2年後、アーロン・スワーツはブルックリンの自宅アパートで首を吊って死亡しているところを発見された。

### 反応、抗議、及び訴追棄却後の動き
息子の葬儀において、ロバート・スワーツは「アーロンは政府に殺され、MITはその基本原則すべてを裏切った」と語った。ミッチ・ケイパーはこの発言をTwitterに投稿した。カルメン・オルティスの夫であるIBMの幹部、トム・ドーランは自身のTwitterアカウント @TomJDolan を通じて「息子の死亡記事で他人に責任を転嫁し、6か月の刑の提案には一切触れないとは本当に信じがたい」と反応した。
『エスクァイア』誌において、チャーリー・ピアースは「彼女の夫や擁護者たちが、連邦刑務所での『たった』6か月を軽々しく語るその態度は、今日の検察官の思考がいかに根本的にずれているかを示している」と記した。
『ガーディアン』によると、オルティスの広報担当者はこの件に関し「コメントなし」と応じた。『ロイター』はドーランと連絡を取ることができなかったと報じた。2013年1月16日、オルティスは公式声明を発表し、その中で「本件を起訴・処理するにあたり、当局の行為は適切であったことを明確にしておきたい」と述べ、部下たちは「守ると誓った法律を執行するという困難な任務に取り組み、それを合理的に実行した」と強調した。
2013年、ゾーイ・ロフグレンとロン・ワイデンは、CFAAの曖昧さを排除し、「同一の犯罪に対して複数回罰せられることを可能にする冗長な条項」も削除するための立法提案『アーロンズ・ロー』を推進した。雑誌『WIRED』への論説において、彼らは「これはまさにアーロン・スワーツに起こったことであり、彼に対する新たな起訴状の訴因の3分の1以上が、この冗長なCFAA条項に基づいていた」と述べている。
2013年1月28日、スワーツの遺産の代理人弁護士らは、連邦検事補スティーブン・ヘイマンによる職業上の不正行為を非難する書簡を司法省に送付した。彼らは、ヘイマンが「連邦政府が[初期に]行った捜査への関与の程度について、裁判所に対して虚偽の説明をした可能性がある」と述べた。
電子メールおよび報告書はさらに、ヘイマン連邦検事補が2011年1月6日にスワーツが逮捕される以前から捜査に関与していたことを示していた
弁護士らはまた、ヘイマンがスワーツに有罪答弁を強要しようとした際、「裁量を乱用した」と述べた。
スワーツは…当然にも、自身の権利を放棄するよう極度の圧力を感じた…4か月の刑と7年の脅迫との間の差異は、量刑ガイドラインにおける「責任の受容」によって本来適用されるべき最小限の減刑幅をはるかに超えていた
3月15日、弁護士らは、スワーツの記録に関する保護命令の変更を連邦裁判所に求め、MIT、JSTORおよび法執行機関の職員の氏名および肩書きを含む証拠開示資料の公開を許可するよう要請した。弁護士らは、氏名を伏せることは「文書の可読性を下げ、議会にとってはるかに有用性の低いものにする」と述べた。マサチューセッツ州の主任連邦検事補ジャック・ピロゾロは、この議論に関与しており、影響を受ける職員に提案された開示について意見を述べる機会を与えるよう裁判所に求める予定であると述べた。
アメリカ司法省は、本件に関与した検察官の氏名を墨塗りにするよう求めた。2013年4月3日、アメリカ合衆国検事局の報道官は「我々の主張は、関係者に影響を及ぼすだけでなく、時に残留的な影響もあるという点にある」と述べた。検事局は、既に関与が知られている検察官に対して脅迫やハッキングの試みがあったと報告した。オーティスおよびヘイマンには「脅迫的なメール」が送られ、ヘイマンのFacebookアカウントがハッキングされ、さらに「ヘイマンの父親であるハーバード大学の教授が、自身の写真がギロチンにかけられた絵葉書を受け取った」とされた。この絵葉書および一部のメールの抜粋は『WIRED』誌により公開された。
2013年5月13日、裁判所は遺族側の申立てを一部認め、遺族の弁護士が非開封を求めていた資料の多くを公開することを許可した。ただし、MITおよび政府職員の氏名は事前に墨塗りされる必要があるとされた。遺族側がこれらの氏名の公開を求めたことについて、判事ナサニエル・M・ゴートンは「政府および被害者が、その職員を報復から保護する利益の方が実質的に上回る」と述べた。また判事は、MITのコンピュータネットワークセキュリティの詳細を明かす情報は公開されるべきではないと判断した。検察およびスワーツの弁護士には、2013年5月27日までに公開および墨塗りの条件を提案するよう命じられた。
ケビン・ポールセンは情報自由法訴訟を提起し、2013年11月にアメリカ合衆国シークレットサービスがスワーツに関して保有する約20,000ページのうち130ページの公開を勝ち取った。
ヘイマンについて、バズフィードは次のように指摘している。「2008年、若きハッカージョナサン・ジェームスが、同じ検察官によって主導された連邦捜査の最中に自殺した」。
2013年1月、ウィキリークスはTwitterアカウントを通じて、スワーツが2010年から2011年にかけてジュリアン・アサンジと接触していたと主張し、スワーツがリーク資料の情報源であった可能性があると述べた。もしこれが事実であれば、JSTORが告訴を取り下げ、政府およびMITにも同様の対応を求めていたにもかかわらず、連邦政府がスワーツに対して訴追を続けた理由の説明となる可能性がある。